# Harald Blegvad
Harald Blegvad (* 24. Juli 1886 in Torup, Samsø; † 22. August 1951 in der Gentofte Kommune, Dänemark) war ein dänischer Zoologe und Fischereibiologe.

## Leben
Blegvad war der Sohn von Jacob Magnus Christian Michael Blegvad (1849–1917) und Gertrud Sofie Lund (1853–1927). Sein Vater war Schulrat. Nach dem Erwerb des Abiturs im Jahr 1904 in Odense studierte Blegvad Naturwissenschaften an der Universität Kopenhagen, wo er 1910 den Magister erlangte. Im Jahr 1905 beteiligte er sich als Assistent an einer fischereibiologischen Expedition an Bord des Forschungsschiffes Thor im Nordatlantik. Ab 1908 war er als Assistent an der Dansk biologisk station tätig, wo er bis zu seinem Tod 43 Jahre lang arbeitete. Ab 1931 hatte er die Position des Direktors inne, nachdem sein Vorgänger Anders Cornelius Jacob Johansen gestorben war. Im selben Jahr wurde er Mitglied der Kommissionen für Dänische Fischerei- und Meeresüberwachung und seit 1948 deren stellvertretender Vorsitzender.
Bereits bei seiner Anstellung stand Blegvad unter dem prägnanten Einfluss von C. G. Johannes Petersen, dem damaligen Direktor der Station. Mit Ausnahme der letzten Jahre, in denen administrative Aufgaben seine gesamte Arbeitszeit in Anspruch nahmen, widmete er sich während der Sommermonate regelmäßig Expeditionen in dänischen Gewässern. Im Laufe der Zeit erwarb er umfassende Kenntnisse über die Meeresfauna sowie die praktische Fischerei, was insbesondere durch den intensiven direkten Austausch mit den Fischern gefördert wurde.
Im Jahr 1928 wurde er nach Litauen berufen, um fischereibiologische Studien zu organisieren und die Fischereiindustrie zu modernisieren. In den Jahren 1936 und 1938 verbrachte er zwei Winter damit, für die persische Regierung die Fischerei im Persischen Golf, den Transport von Fisch innerhalb des Landes und die Errichtung von Anlagen zur Fischkonservierung zu organisieren. Dort arbeitete er zusammen mit mehreren jüngeren dänischen Meeresbiologen, die von einem dänischen Fischerboot aus operierten. Diese Expeditionen führten nicht nur zu bemerkenswerten Fangergebnissen, sondern trugen auch zur Erweiterung des Wissens über die Fauna in diesem zuvor weitgehend unerforschten Gebiet bei. Im Jahr 1949 wurde Blegvad als Fischereiexperte nach Ceylon eingeladen. 
Ab 1927 war er regelmäßig an den Aktivitäten des International Council for the Exploration of the Sea beteiligt. In den Jahren 1931 bis 1932 fungierte er als Experte und war ab 1933 dänischer Delegierter bei den Sitzungen des Rates. Von 1932 bis 1946 bekleidete er das Amt des Vorsitzenden des Ausschusses für das Übergangsgebiet. Während dieser Zeit, insbesondere in den Jahren des Zweiten Weltkriegs, engagierte er sich sowohl in wissenschaftlicher als auch in administrativer Hinsicht innerhalb des Rates. Von 1945 bis zu seinem Tod bekleidete er das Amt des Generalsekretärs.
Ein Großteil seines wissenschaftlichen Beitrags wurde in der von ihm herausgegebenen Zeitschrift Beretninger fra Dansk biologisk station veröffentlicht. Die Inhalte seiner Arbeiten lassen sich in zwei Hauptkategorien unterteilen: Eine Gruppe befasst sich mit den benthischen Wirbellosen in dänischen Gewässern, bei dessen Erforschung der Meeresbiologe C. G. Johannes Petersen eine bedeutende Rolle gespielt hatte.
In seinen frühen Forschungsjahren lag Blegvads Schwerpunkt auf biologischen Aspekten wie Ernährung und deren Bedingungen (1914) sowie auf seiner Dissertation von 1921, die das Fortpflanzungsverhalten und die Bedeutung bestimmter Arten als Fischfutter (On the Biology of some Danish Gammarids and Mysids) thematisierte. Diese und weitere kleinere Studien basieren auf sorgfältigen Beobachtungen in der Natur, während umfassende experimentelle Untersuchungen nicht durchgeführt wurden. In späteren Forschungsarbeiten widmete er sich der Analyse der quantitativen Zusammensetzung und den Schwankungen der Wirbellosenfauna, unter anderem im Ringkøbing Fjord (1910–1913), im Limfjord und Kattegat (1925, 1928, 1930 und 1951) sowie in der Nordsee (1922).
Die zweite Gruppe von Abhandlungen beschäftigt sich mit der Fischereibiologie, wobei die Beiträge von Blegvad in diesem Bereich sowohl praktische als auch theoretische Relevanz für die Fischereiwirtschaft aufweisen. Besonders hervorzuheben sind seine Übersicht über die Nahrungsgewohnheiten von Fischen aus dem Jahr 1917 sowie mehrere Studien zu den Schollenbeständen in Binnengewässern. Des Weiteren ist seine umfassende Untersuchung zur Fischfauna des Persischen Golfs aus dem Jahr 1944 von Bedeutung, ebenso wie der gut verfasste Überblick über die Geschichte der Biologischen Station in ihren ersten fünf Jahrzehnten, der 1943 veröffentlicht wurde.
Harald Blegvad konzentrierte seine wissenschaftliche Arbeit hauptsächlich auf die Biologie der Speisefische und der Tiere, von denen sie sich ernähren. Er knüpfte damit an die Arbeiten seiner beiden Vorgänger, C. G. Johannes Petersen und Anders Cornelius Jacob Johansen an. 
Zusätzlich war Blegvad ein produktiver Autor im Bereich der populärwissenschaftlichen Literatur. Er verfasste zahlreiche Artikel für die Zeitschriften Dansk Fiskeritidende, Naturens Verden, Vor Viden und weitere Publikationen, in denen er sich mit den Arbeitsmethoden sowie der wirtschaftlichen Relevanz der Fischereibiologie und der Tierwelt in heimischen Gewässern auseinandersetzte. Im Jahr 1936 publizierte er das Buch Havbundens Dyreliv. 1945 erschien das Werk Paa Fiskeri i den persiske Golf. Blegvard trug zudem maßgeblich zu Sammelwerken wie Fiskar och Fiske i Norden, Vort Lands Dyreliv und dem umfassenden Opus magnum Fiskeriet i Danmark (1946–1948) bei.

## Privates
Blegvad heiratete im Mai 1920 Anna Claudi Hansen. Diese Ehe wurde 1939 geschieden. Im Dezember 1942 heiratete er Agnete Schiøler. Blegvad starb am 21. August 1951 im Alter von 65 Jahren an Herzversagen.